# Christoph Merian Stiftung

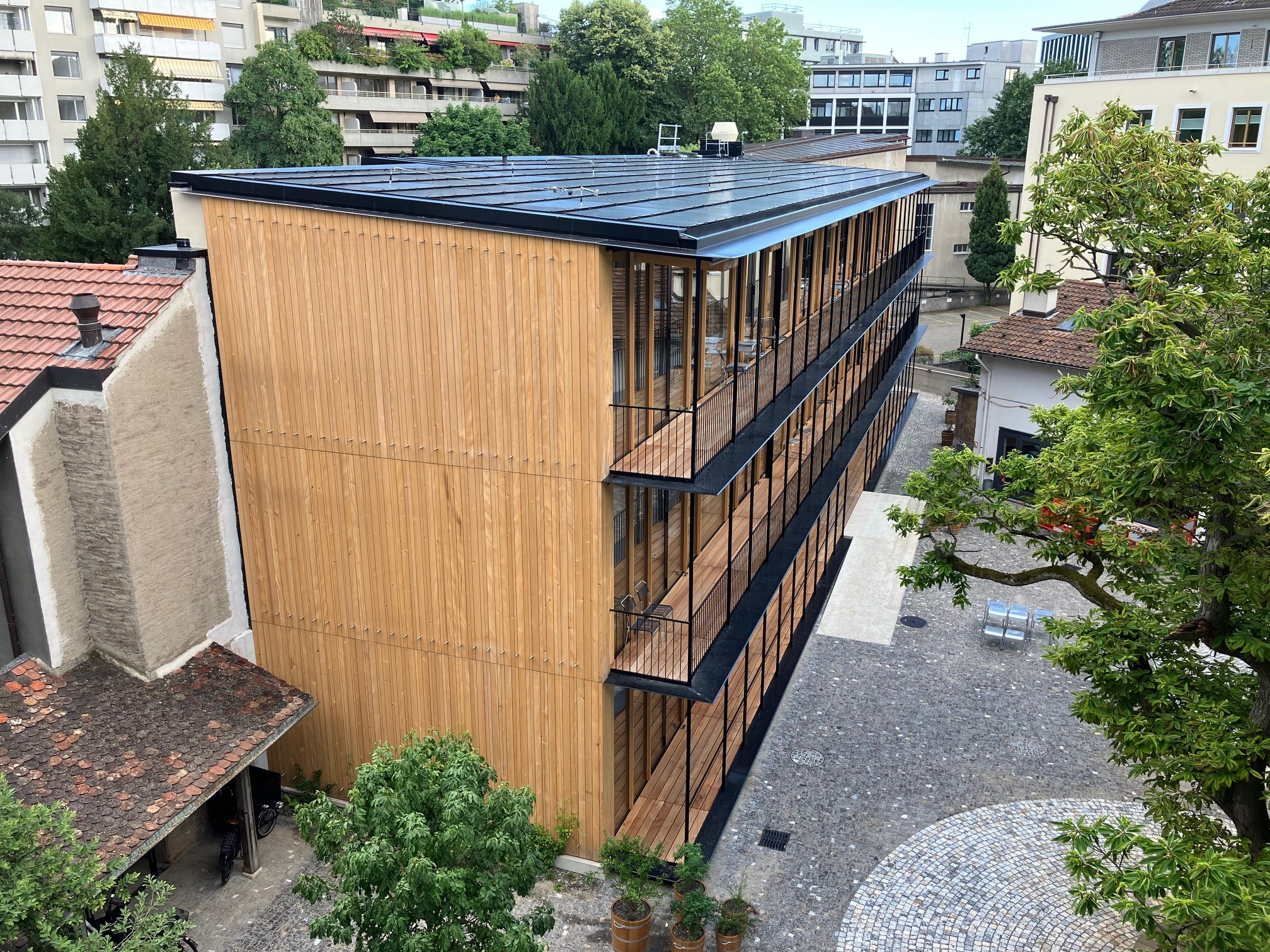
Hauptsitz der Christoph Merian Stiftung, seit 2023

Die Christoph Merian Stiftung (bis 1972 Chr. Merian’sche Stiftung, Kürzel CMS) ist eine gemeinnützige Stiftung mit Sitz und Tätigkeit in Basel in der Schweiz. Sie umfasst ein breites Tätigkeitsspektrum. Der Stiftungszweck ist gemäss Stiftertestament von 1857 die «Linderung der Noth und des Unglückes» und die «Förderung des Wohles der Menschen». Das 2023 verabschiedete Leitbild baut auf dem Swiss Foundation Code auf. Es basiert auf den Grundsätzen der Zweckerfüllung, Governance und Transparenz. Die Rechnungslegung erfolgt gemäss dem Rechnungslegungsstandard Swiss GAAP FER 21.

## Gründung und Stiftungsziel
Die Stiftung wurde von Christoph Merian (1800–1858) in seinem Testament vom 26. März 1857 durch eine Schenkung an die Stadt Basel gegründet. Sie trat juristisch erstmals 1864 durch einen Grundbucheintrag in Erscheinung und nahm nach dem Tod von Margaretha Merian (1806–1886), der Witwe, am 3. Mai 1886 ihre Tätigkeit auf. Das Testament Christoph Merians bestimmt in den Paragraphen 26 und 27, dass bei Erhaltung des Kapitals der Stiftungsertrag zur «Linderung der Noth und des Unglückes», zur «Förderung des Wohles der Menschen» und für die «Durchführung der unserem städtischen Gemeinwesen obliegenden oder allgemeinnützlichen und zweckmässigen Einrichtungen» zu verwenden sei.

### Tätigkeit

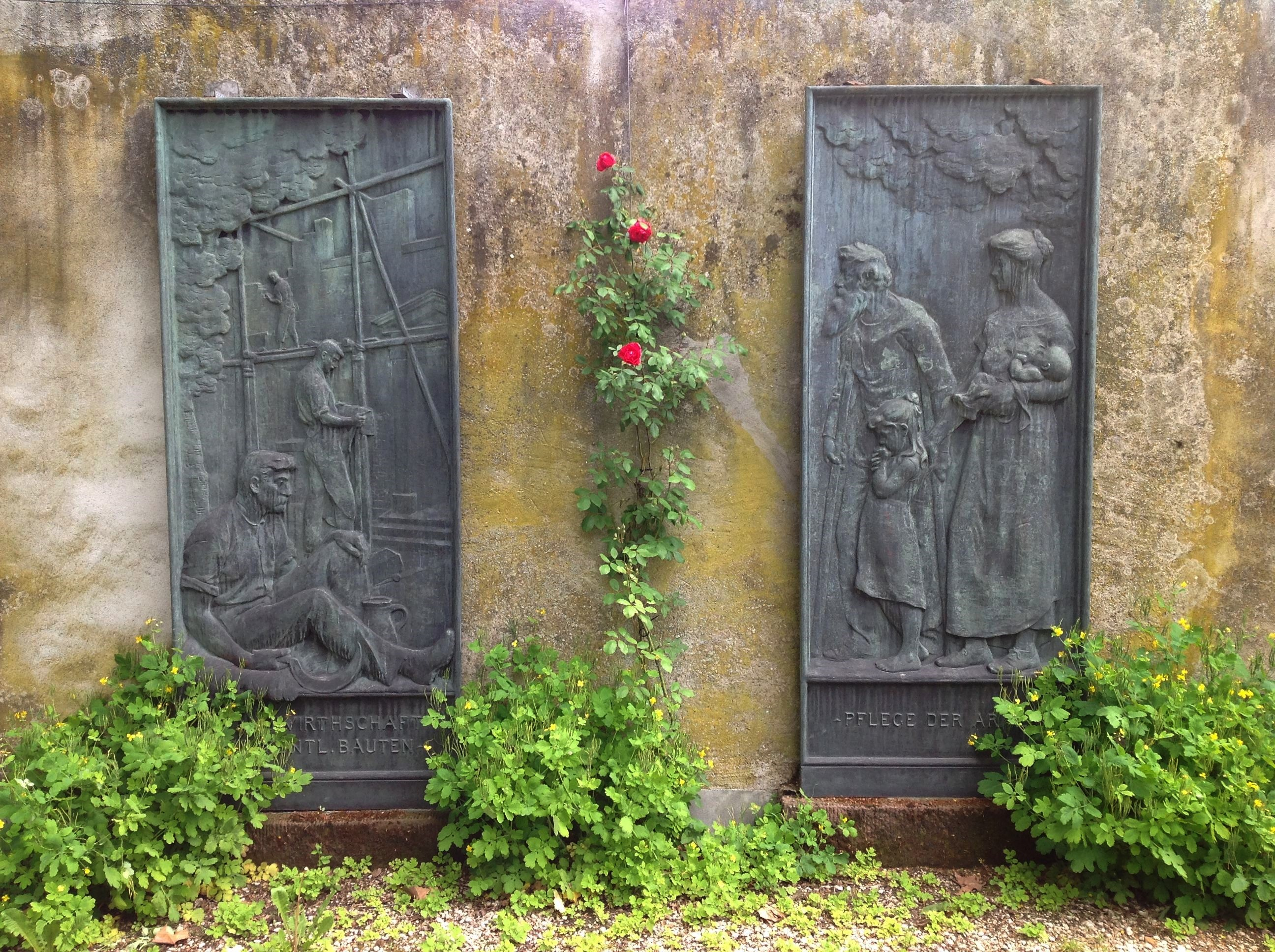
Bronzereliefs von Richard Kissling von 1899 am ehemaligen Hauptsitz der Stiftung. Die Reliefs allegorisieren die Stiftungstätigkeit der Zeit um 1900: «Landwirtschaft (und) Oeffentl. Bauten» (links) sowie «Pflege der Armen» (rechts).

Die Tätigkeit ist testamentsgemäss auf die Stadt Basel begrenzt. Die Stiftung beschränkte sich anfänglich darauf, öffentliche Bauvorhaben und die sozialen Institutionen der Basler Bürgergemeinde rein finanziell zu unterstützen, begann aber von 1952 an, mit ihren Geldern auch Alterssiedlungen oder Grossüberbauungen zu realisieren. Seit den 1980er Jahren hat sie ihr Wirkungsspektrum stark ausgedehnt. Sie ist (Stand: 2025) in den Förderschwerpunkten
- Leben
- Zusammenhalt
- Zukunft

tätig und unterstützt mit Förderbeiträgen Projekte Dritter. Die Stiftung bewilligte 2024 für ihr ordentliches Förderprogramm (168 Projekte) Beträge in der Höhe von 23 Millionen Franken und zahlte rund 16 Mio. Franken für laufende Projekte aus. Die Erwirtschaftung der Gelder erfolgt durch Mietliegenschaften, Baurechte und Finanzanlagen. Die Bilanzsumme beträgt zusammen mit ihrer Dachstiftung 1.895 Milliarden Franken (Stand 2024, gemäss den schweizerischen Fachempfehlungen zur Rechnungslegung) und besteht aus rund 900 ha Land (z. B. Brüglingen, Löwenburg oder Dreispitz), rund 300 Grundstücken im Baurecht und rund 3000 Mietobjekten (davon 839 Wohnungen und mehr als 2000 Parkplätze) sowie aus einem Wertschriftenportefeuille.
Die Stiftung kooperiert mit Partnern im In- und Ausland (z. B. im Künstleraustausch Atelier Mondial) und führt operativ auch mehrere selbständige und unselbständige Stiftungen (z. B. das Cartoonmuseum Basel). Die Verwaltung und Betreuung der Zustiftungen, Schenkungen und Legate erfolgt über eine Dachstiftung.

### Gesetzliche Grundlage und administrative Struktur
Die öffentlich-rechtliche Stiftung ist selbständig, untersteht allerdings der Aufsicht der Bürgergemeinde der Stadt Basel. Die Förderschwerpunkte samt Budgets der Stiftung müssen in Form von zwei separaten Vierjahresprogrammen durch die zwei zuständigen politischen Gremien (Bürgergemeinderat der Stadt Basel und Regierungsrat des Kantons Basel-Stadt) genehmigt werden. Für die strategische Leitung der Stiftung ist die Stiftungskommission zuständig (gewählt von der Bürgergemeinde), den Vorsitz über die operative Leitung (Geschäftsleitung) hat der Direktor (bis 1975 Verwalter genannt).
Mit dem kontinuierlichen Ausbau der Stiftungsaktivität ergab sich die Notwendigkeit, den Personalbestand von drei Personen im Jahr 1886 zu vergrössern und die Tätigkeitsbereiche zu untergliedern. 1958 wurde eine eigene landwirtschaftliche Leitung eingerichtet, 1966 eine Liegenschaftsverwaltung, 1974 eine Bauverwaltung und 1985 das Ressort Städtische Aufgaben. Die aktuelle Gliederung (Stand 2025) mit den Abteilungen Direktion, Finanzen und Immobilien sowie den drei Förderabteilungen Natur, Soziales und Kultur geht auf das Jahr 2018 zurück. Zur Abteilung Natur gehört der 2018 übernommene Betrieb der Merian Gärten AG in Brüglingen, zur Abteilung Kultur der Betrieb des stiftungseigenen Christoph Merian Verlag, des Cartoonmuseum Basel und des Künstlerprogramms Atelier Mondial. Die Stiftung beschäftigt (Stand 2024) 141 Personen mit 91 Vollzeitäquivalenten und führt mehrere Stellen zur Berufsausbildung.

## Dachstiftung der Christoph Merian Stiftung

### Zweckbestimmung und Tätigkeit
Die Dachstiftung der Christoph Merian Stiftung wurde 2018 von der Christoph Merian Stiftung gegründet, weil mehrere Jahrzehnte lang immer wieder zweckbestimmte Schenkungen privater Personen an die Stiftung gekommen waren. Diese wurden bis dahin entweder als unselbständige Unterstiftungen und Fonds integriert oder als selbständige Stiftungen geführt. Die Dachstiftung bezweckt die koordinierte Verwaltung und Betreuung solcher Zustiftungen. Zusätzlich begleitet sie Stiftungsgründungen und berät und fördert im philanthropischen Wirkungsfeld (sozialer, kultureller, ökologischer Fokus).
Die grundsätzlichen Stiftungsziele von Dachstiftung und Christoph Merian Stiftung sind identisch und basieren auf den testamentarischen Bestimmungen von Christoph Merian: Förderung des Wohles des Menschen und die Linderung der Not und des Unglückes. Die Dachstiftung und ihre 32 unselbständigen Stiftungen (Stand 2023) setzen das Stiftungsziel mit der Förderung von Projekten und Organisationen in den Bereichen Soziales, Kultur und Natur um. Der Wirkungskreis der Dachstiftung umfasst im Gegensatz zur Christoph Merian Stiftung neben der Stadt Basel auch die deutsch-französisch-schweizerische Grenzregion Basel (Nordwestschweiz, Südbaden, Oberelsass). Zudem betreut die Dachstiftung vier selbstständige, rechtlich unabhängige Förderstiftungen, die auch ausserhalb Basels tätig werden können.

### Organisation und Finanzen
Die Dachstiftung der öffentlich-rechtlichen Christoph Merian Stiftung ist eine privatrechtliche Stiftung mit eigener Rechtsperson und eigener Rechnungslegung. Der Stiftungsrat ist identisch mit demjenigen der Christoph Merian Stiftung, die auch die administrativen Aufgaben erledigt. Die Dachstiftung untersteht der kantonalen BSABB BVG- und Stiftungsaufsicht beider Basel. Sie ist Mitglied bei Swissfoundations und Dachstiftungen Schweiz.
Das Vermögen der in der Dachstiftung zusammengefassten unselbstständigen Stiftungen beträgt 260 Millionen Franken. Es werden jährliche Förderbeträge in der Höhe von 3 Millionen Franken ausgeschüttet (Stand 2023).

### Christoph Merian Stiftung
- Offizielle Website
- Stiftungsstrategie 2021–2024 (PDF-Download)

### Dachstiftung der Christoph Merian Stiftung
- Website der Dachstiftung der Christoph Merian Stiftung
- Radar (Magazin der Christoph Merian Stiftung): Die CMS hat eine Dachstiftung. Was ist das?